# MV Danny F II
Danny F II (à l'origine Don Carlos) était un navire cargo construit en 1975 comme transporteur de véhicules. Il a été rebaptisé Danny F II lorsqu'il fut reconstruit en 1994 comme transporteur de bétail.
Le 17 décembre 2009, le Danny F II a chaviré et a coulé au large du Liban en mer Méditerranée.

## Histoire et service
Ce navire cargo fut construit le 14 novembre 1975 et fut achevé en avril 1976 en Finlande. Il entra en service le 30 avril 1976.

## Caractéristiques
- Longueur : 202,64 mètres
- Largeur : 28,15 mètres
- Tirant d'eau : 8,48 mètres[4]
- Vitesse : 20 nœuds (37 km/h)[2]
- Équipage: 77 personnes

## Naufrage
Le 17 décembre 2009, le Danny F II a chaviré et a coulé à 11 milles nautiques de Tripoli au Liban en mer Méditerranée à la suite d'intempéries, alors qu'il naviguait de Montevideo (Uruguay) à Tartous (Syrie).
Il transportait 6 passagers, 77 membres d'équipage, 10 224 ovins et 17 932 bovins.
9 personnes ont trouvé la mort et tous les animaux sont présumés morts. Au moins 39 survivants ont été secourus au 18 décembre 2009.
Le capitaine britannique du navire, John M Milloy, serait resté à bord lorsque le navire s'est renversé en haute mer. Après un appel de détresse effectué à 15 h 55 heure locale (13:55 UTC), une mission de sauvetage a été lancée par la marine libanaise, ainsi que par deux navires de la marine allemande et un navire de la marine italienne.
Les opérations de secours ont été entravées par le mauvais temps, les hautes vagues et les cadavres d'animaux flottant à la surface.